# The Princess Weiyoung
The Princess Weiyoung (chinesisch 锦绣未央, Pinyin Jǐnxiù Wèiyāng – „Die Prinzessin Weiyang“) ist eine chinesische Fernsehserie aus dem Jahr 2016.

## Handlung
Feng Xin'er ist die Prinzessin der Südlichen Liang-Dynastie, eines Tages überfallen bewaffnete Truppen des Nachbarreiches Wei das Land und töten Xin'ers Vater, den König. Sie flieht und trifft auf Li Weiyang, die verstoßene Tochter des 1. Ministers von Wei. Sie freunden sich an, doch Weiyang stirbt bei einem Attentat, das von Chiyun Rou, der Gemahlin des Ministers geplant worden war. Es erscheinen daraufhin Diener des Ministers und wollen Weiyang zurück in die Hauptstadt bringen, Xin'er gibt sich als Weiyang aus, um in die Hauptstadt zu gelangen, um Rache zu nehmen. In der Hauptstadt trifft sich auf Chiyun Rou und deren Tochter Changle, beide versuchen mehrmals Weiyang aus dem Weg zu räumen, scheitern aber. In der Stadt verliebt sich auch der Prinz Tuoba Jun in sie, wenig später tut das auch Prinz Tuoba Yu. Prinz Tuoba Yu will Weiyang mit aller Gewalt für sich gewinnen, das missfällt der zweiten Tochter des Ministers, Li Changru, die sich schon in ihrer Kindheit in den Prinzen verliebt hat. Gemeinsam planen Changru und Changle, Weiyang für immer loszuwerden, sie töten die Kronprinzessin (Mutter von Tuoba Jun) und geben Weiyang die Schuld. Der Kaiser befiehlt, sie hinrichten zu lassen, was aber von Tuoba Yu verhindert wird. Der Kaiser wird von Eunuch Ai getötet und verhilft somit Tuoba Yu auf den Thron, der nun Weiyang heiraten will. Die Hochzeit wird jedoch von Tuoba Jun verhindert, dieser wurde aber schon vorher vergiftet und ist nach dem Putsch dem Tode nah. Ein Arzt kann die Folgen verlangsamen, sodass Weiyang und Tuoba Jun aus Liebe heiraten können. Changru starb bei der Rückeroberung des Throns durch Tuoba Jun und Changle wurde zum Tode durch Gift verurteilt. Am Ende stirbt Tuoba Jun, während er mit seiner Frau die Guzheng spielt.

## Besetzung

### Hauptdarsteller
- Li Weiyang/Feng Xin'er: Tiffany Tang
- Tuoba Jun: Luo Jin
- Tuoba Yu: Vanness Wu
- Li Changle: Li Xin'ai
- Li Changru: Mao Xiaotong

### Nebendarsteller
- Chiyun Rou: Lily Tien
- Wen Weiyi (Mutter von Changru): Hu Caihong
- Großmutter Li: Wang Liyuan
- Minister Li: Bai Fan
- Li Minde: Liang Zhenlun
- Kaiser: Canti Lau
- Tuoba Di (Neunte Prinzessin): Chen Yuqi
- Li Minfeng (Sohn von Chiyun Rou): Nan Fulong
- Zhou Xuemei (Li Mindes Mutter): Wang Wanjuan
- Siebte Konkubine (Weiyangs Mutter): Liu Jie